# ミリヤナ・ルチッチ＝バロニ
ミリヤナ・ルチッチ＝バロニ（Mirjana Lučić-Baroni, 1982年3月9日 - ）は、クロアチアの女子プロテニス選手。1998年全豪オープン女子ダブルスでマルチナ・ヒンギスとペアを組んで優勝した。西ドイツ（現：ドイツ）・ドルトムントに生まれる。自己最高ランキングはシングルス20位、ダブルス19位。WTAツアーでシングルス3勝、ダブルス3勝を挙げている。身長181cm、体重65kg。右利き、バックハンド・ストロークは両手打ち。
2011年11月15日にダニエレ・バロニ（Daniele Baroni）と結婚し、結婚後はミリヤナ・ルチッチ＝バロニ（Mirjana Lučić-Baroni）と名乗っている。

## 来歴
ルチッチは4歳の時、姉がテニス・スクールで練習する姿を見てテニスを始めたという。1996年の全米オープンジュニア女子シングルス部門に14歳で優勝し、1997年の全豪オープンでもジュニア女子ダブルスで優勝した。同年4月末に15歳でプロ入りした後、いきなり翌週の5月4日に地元クロアチア・ボル大会で優勝する。プロ・デビュー戦の決勝でコリーナ・モラリューを 7-5, 6-7, 7-6 で破った。全仏オープン直前のフランス・ストラスブール大会でも決勝に進出し、憧れの人シュテフィ・グラフに 2-6, 5-7 で敗れた。当時の女子テニス界では、1995年1月から15歳-17歳の若年選手に対する試合出場制限が強化され、年齢に応じた段階的な出場試合数を定めていた。そのため、1997年当時のルチッチはWTAツアー大会の出場が「年間8試合」に制限されていたが、全米オープン直前には世界ランキングを63位まで上げていた。この大会で4大大会デビューを認められたルチッチは、3回戦で第3シードのヤナ・ノボトナと 2-6, 7-6, 3-6 のフルセットを戦った。
1998年の全豪オープンで、ルチッチは女子ダブルスでマルチナ・ヒンギスとペアを組み、決勝でリンゼイ・ダベンポート&ナターシャ・ズベレワ組を 6-4, 2-6, 6-3 で破って初優勝した。翌週の「東レ パン・パシフィック・オープン・テニストーナメント」でもヒンギスとのペアで、ダベンポート&ズベレワ組を破って2週連続優勝を果たす。5月初頭にはクロアチア・ボル大会の決勝で再びモラリューを破り、大会2連覇を果たした。しかし、その頃からルチッチのテニスは「球種の単調さ」を対戦相手に研究されていた。早熟選手としての人気を買われて、ウィンブルドン2回戦では同じ16歳のセリーナ・ウィリアムズとの対戦でセンター・コートに立ったが、黒人姉妹の妹セリーナに 3-6, 0-6 で完敗してしまう。このウィンブルドン選手権では、ルチッチは混合ダブルス部門でインドのマヘシュ・ブパシとペアを組んで準優勝している。その後、全米オープンでは2回戦で日本の沢松奈生子を 4-6, 6-1, 6-1 の逆転で破ったが、3回戦ではグラフに 1-6, 1-6 であっけなく敗れた。
1999年ウィンブルドンでベスト4進出した。3回戦で第4シードのモニカ・セレシュを 7-6, 7-6 で破ったルチッチは、準々決勝でも芝生コートがで得意なナタリー・トージア（1998年度の女子シングルス準優勝者）を 4-6, 6-4, 7-5 で破り、準決勝では第2シードのシュテフィ・グラフから第1セットを 7-6 で奪った。しかしグラフに続く2セットを 6-4, 6-3 で奪い返され決勝進出はならなかった。この後、2000年の全豪オープン1回戦でマルチナ・ヒンギスに完敗した。
ルチッチはツアーから離れた時期もあったが、2010年ウィンブルドン選手権の予選決勝でミハエラ・クライチェクを 6-3, 6-2 で破り2002年全米オープン以来8年ぶりの4大大会本戦出場を果たした。1回戦で第14シードのビクトリア・アザレンカに 3-6, 3-6 で敗れている。続く全米オープンでも予選を勝ち上がり、本戦1回戦でアリシア・モリクを 7-6(5), 6-1 で破り2002年全仏オープン以来の4大大会での勝利を挙げた。2012年ウィンブルドン選手権では予選を勝ち上がり、2回戦で第9シードのマリオン・バルトリを 6-4, 6-3 で破り2001年全仏オープン以来の4大大会3回戦に進出している。
2014年の全米オープンでは予選から出場、3回戦で第2シードのシモナ・ハレプを破り15年ぶりに四大大会での16強入りを果たした。全米後のクープ・バンク・ナショナルでは単複で決勝に進出しシングルスではビーナス・ウィリアムズを 6–4, 6–3 で破り16年ぶりのツアー優勝を果たした。ルーシー・ハラデツカと組んだダブルスでもユリア・ゲルゲス&アンドレア・フラバーチコバ組を 6–3, 7–6(8) で破って優勝した。
2017年の全豪オープンではノーシードで出場、2回戦で第3シードのアグニエシュカ・ラドワンスカを6-3, 6-2で、準々決勝で第5シードのカロリナ・プリスコバを 6-4, 3-6, 6-4 で撃破し、1999年のウィンブルドン以来18年ぶりとなるグランドスラムでのベスト4進出を果たす。準決勝で優勝したセリーナ・ウィリアムズに 1-6, 2-6 で敗れた。大会後のランキングで29位となり19年ぶりに自己最高位を更新した。2017年5月1日付で自己最高の20位を記録している。

## WTAツアー決勝進出結果

### シングルス: 5回 (3勝2敗)
| 大会グレード          | 大会グレード                 |
| 2008年以前            | 2009年以後                   |
| --------------------- | ---------------------------- |
| グランドスラム (0–0)  |                              |
| WTAファイナルズ (0–0) |                              |
| ティア I (0–0)        | プレミア・マンダトリー (0-0) |
| ティア I (0–0)        | プレミア5 (0-0)              |
| ティア II (0–0)       | プレミア (0–0)               |
| ティア III (0–1)      | インターナショナル (1–1)     |
| ティア IV ＆ V (2–0)  | インターナショナル (1–1)     |

| 結果   | No. | 決勝日        | 大会               | サーフェス     | 対戦相手               | スコア              |
| ------ | --- | ------------- | ------------------ | -------------- | ---------------------- | ------------------- |
| 優勝   | 1.  | 1997年5月4日  | ボル               | クレー         | コリーナ・モラリュー   | 7–5, 6–7(4), 7–6(5) |
| 準優勝 | 1.  | 1997年5月24日 | ストラスブール     | クレー         | シュテフィ・グラフ     | 2–6, 5–7            |
| 優勝   | 2.  | 1998年5月3日  | ボル               | クレー         | コリーナ・モラリュー   | 6–4, 6–2            |
| 優勝   | 3.  | 2014年9月14日 | ケベック・シティー | ハード（室内） | ビーナス・ウィリアムズ | 6–4, 6–3            |
| 準優勝 | 2.  | 2016年5月21日 | ストラスブール     | クレー         | キャロリン・ガルシア   | 4–6, 1–6            |

### ダブルス: 4回 (3勝1敗)
| 結果   | No. | 決勝日        | 大会               | サーフェス        | パートナー             | 対戦相手                                    | スコア        |
| ------ | --- | ------------- | ------------------ | ----------------- | ---------------------- | ------------------------------------------- | ------------- |
| 優勝   | 1.  | 1998年2月1日  | 全豪オープン       | ハード            | マルチナ・ヒンギス     | リンゼイ・ダベンポート ナターシャ・ズベレワ | 6–4, 2–6, 6–3 |
| 優勝   | 2.  | 1998年2月8日  | 東京               | カーペット (室内) | マルチナ・ヒンギス     | リンゼイ・ダベンポート ナターシャ・ズベレワ | 7–5, 6–4      |
| 準優勝 | 1.  | 1998年5月3日  | ボル               | クレー            | ヨアネット・クルーガー | ラウラ・モンタルボ パオラ・スアレス         | 棄権          |
| 優勝   | 3.  | 2014年9月14日 | ケベック・シティー | ハード (室内)     | ルーシー・ハラデツカ   | ユリア・ゲルゲス アンドレア・フラバーチコバ | 6–3, 7–6(8)   |

## 4大大会シングルス成績
略語の説明
| W | F | SF | QF | #R | RR | Q# | LQ | A | Z# | PO | G | S | B | NMS | P | NH |

W=優勝, F=準優勝, SF=ベスト4, QF=ベスト8, #R=#回戦敗退, RR=ラウンドロビン敗退, Q#=予選#回戦敗退, LQ=予選敗退, A=大会不参加, Z#=デビスカップ/BJKカップ地域ゾーン, PO=デビスカップ/BJKカッププレーオフ, G=オリンピック金メダル, S=オリンピック銀メダル, B=オリンピック銅メダル, NMS=マスターズシリーズから降格, P=開催延期, NH=開催なし.
| 大会           | 1997 | 1998 | 1999 | 2000 | 2001 | 2002 | 2003 | 2004–2009 | 2010 | 2011 | 2012 | 2013 | 2014 | 2015 | 2016 | 2017 | 2018 | 通算成績 |
| -------------- | ---- | ---- | ---- | ---- | ---- | ---- | ---- | --------- | ---- | ---- | ---- | ---- | ---- | ---- | ---- | ---- | ---- | -------- |
| 全豪オープン   | A    | 2R   | 1R   | 1R   | A    | A    | A    | A         | A    | 1R   | LQ   | 1R   | 1R   | 1R   | 1R   | SF   | 2R   | 7–10     |
| 全仏オープン   | A    | A    | 1R   | 1R   | 3R   | 2R   | LQ   | A         | A    | 1R   | 1R   | 1R   | 1R   | 3R   | 2R   | 1R   |      | 6–10     |
| ウィンブルドン | A    | 2R   | SF   | 2R   | LQ   | A    | LQ   | A         | 1R   | 1R   | 3R   | 2R   | 1R   | 2R   | 1R   | 1R   |      | 11–11    |
| 全米オープン   | 3R   | 3R   | 2R   | 1R   | LQ   | 1R   | LQ   | A         | 2R   | 2R   | 1R   | 1R   | 4R   | 1R   | 2R   | 2R   |      | 12–13    |